# Leandro Velázquez
Leandro Sebastian „Bebu” Velázquez (ur. 10 maja 1989 w Buenos Aires) – argentyński piłkarz występujący na pozycji ofensywnego pomocnika.

## Kariera klubowa
Velázquez pochodzi ze stołecznego Buenos Aires i jest wychowankiem akademii juniorskiej tamtejszego klubu CA Vélez Sarsfield. Do pierwszej drużyny został włączony w wieku osiemnastu lat przez znanego z pracy z młodzieżą szkoleniowca Hugo Tocallego i w argentyńskiej Primera División zadebiutował 4 kwietnia 2008 w zremisowanym 1:1 spotkaniu z Racing Clubem. Premierowego gola w najwyższej klasie rozgrywkowej strzelił natomiast 14 września tego samego roku w wygranej 1:0 konfrontacji z Estudiantes La Plata. W wiosennym sezonie Clausura 2009 zdobył z Vélezem mistrzostwo Argentyny, pozostając jednak wyłącznie rezerwowym w taktyce trenera Ricardo Gareki. Nie potrafiąc sobie wywalczyć miejsca w pierwszym składzie, w lipcu 2010 udał się na wypożyczenie do zespołu CA Newell’s Old Boys. Barwy ekipy z Rosario reprezentował przez rok, jednak tam również był tylko rezerwowym zawodnikiem i grał nieregularnie.
Po powrocie do Vélezu sytuacja Velázqueza nie uległa zmianie – stosunkowo często pojawiał się na ligowych boiskach, lecz wyłącznie jako rezerwowy dla graczy takich jak Alejandro Cabral, Héctor Canteros, Federico Insúa, Víctor Zapata czy Iván Bella. Już po upływie kilkunastu miesięcy został więc wypożyczony po raz kolejny, tym razem do niżej notowanego CA San Martín z miasta San Juan. Rok spędzony w tej drużynie okazał się jednak bardzo nieudany – gracz ponownie nie potrafił na stałe wskoczyć do pierwszego składu i złapać rytmu meczowego, spadł z San Martín do drugiej ligi, a na domiar złego w marcu 2013 zerwał więzadła krzyżowe, wobec czego musiał pauzować przez kolejne siedem miesięcy. W lipcu 2014 – łącznie po ponad roku bez gry – podpisał umowę z drugoligowym Independiente Rivadavia, którego barwy reprezentował przez sześć miesięcy i dzięki w miarę regularnej grze zdołał w pewnym stopniu odbudować formę, po czym rozwiązał umowę z klubem.
W styczniu 2015 Velázquez zdecydował się wyjechać na Daleki Wschód, podpisując umowę z malezyjskim Johor Darul Takzim FC. Tym samym dołączył do dość licznej kolonii Argentyńczyków występujących już w tym klubie – Luciano Figueroi, Jorge Pereyry Díaza, Patricio Rodrígueza i trenera Mario Gómeza. W sezonie 2015 zdobył z nim mistrzostwo Malezji, a także triumfował w Pucharze AFC (azjatyckim odpowiedniku Ligi Europy UEFA). Nie został jednak zgłoszony przez Johor do rozgrywek ligowych i mógł występować wyłącznie w drugim z wymienionych turniejów. Po roku w Malezji został piłkarzem kolumbijskiego średniaka Deportivo Pasto, w Categoría Primera A debiutując 30 stycznia 2016 w zremisowanym 0:0 meczu z Once Caldas. Pierwszego gola strzelił 19 marca tego samego roku w wygranym 1:0 pojedynku również z Once Caldas, zaś ogółem w Pasto występował jako podstawowy pomocnik przez rok i bez poważniejszych sukcesów.
W styczniu 2017 Velázquez przeszedł do meksykańskiego Tiburones Rojos de Veracruz. W tamtejszej Liga MX zadebiutował 15 stycznia w przegranym 1:2 spotkaniu z Santosem Laguna, zaś po raz pierwszy wpisał się na listę strzelców 23 kwietnia tego samego roku w wygranej 2:0 konfrontacji z Pumas UNAM.

## Kariera reprezentacyjna
W styczniu 2009 Velázquez został powołany przez Sergio Batistę do reprezentacji Argentyny U-20 na Mistrzostwa Ameryki Południowej U-20. Na wenezuelskich boiskach był jednym z ważniejszych graczy zespołu, wystąpił we wszystkich dziewięciu możliwych meczach (lecz tylko w trzech z nich w wyjściowym składzie) i strzelił gola w spotkaniu pierwszej rundy z Kolumbią (2:2). Jego kadra spisała się jednak znacznie poniżej oczekiwań – zajęła dopiero szóste miejsce w turnieju i nie zdołała się zakwalifikować na Mistrzostwa Świata U-20 w Egipcie.

## Statystyki kariery
| Vélez Sarsfield   | 2007–2008 | Argentyna | Primera División   | 1   | 0  | –  | –   | –        | – | –  | 1   | 0  |
| Vélez Sarsfield   | 2008–2009 | Argentyna | Primera División   | 17  | 1  | –  | –   | –        | – | –  | 17  | 1  |
| Vélez Sarsfield   | 2009–2010 | Argentyna | Primera División   | 13  | 0  | –  | –   | –        | – | –  | 13  | 0  |
| Newell’s Old Boys | 2010–2011 | Argentyna | Primera División   | 14  | 1  | –  | –   | CS       | 2 | 0  | 16  | 1  |
| Vélez Sarsfield   | 2011–2012 | Argentyna | Primera División   | 14  | 2  | 2  | 0   | CS       | 3 | 0  | 19  | 2  |
| San Martín SJ     | 2012–2013 | Argentyna | Primera División   | 14  | 0  | 1  | 0   | –        | – | –  | 15  | 0  |
| Ind. Rivadavia    | 2014      | Argentyna | Primera B Nacional | 15  | 1  | –  | –   | –        | – | –  | 15  | 1  |
| JDT               | 2015      |           | Liga Super         | 0   | 0  | –  | –   | AFC      | 4 | 1  | 4   | 1  |
| Deportivo Pasto   | 2016      | Kolumbia  | Primera A          | 34  | 5  | 7  | 1   | –        | – | –  | 41  | 6  |
| Veracruz          | 2016–2017 | Meksyk    | Liga MX            | 10  | 1  | 3  | 0   | –        | – | –  | 13  | 1  |
| Veracruz          | 2017–2018 | Meksyk    | Liga MX            |     |    |    |     | –        | – | –  |     |    |
| Ogółem            |           |           |                    |     |    |    |     |          |   |    |     |    |
| Argentyna         | Argentyna | Argentyna | 88                 | 5   | 3  | 0  | CS  | 5        | 0 | 96 | 5   |    |
| Malezja           | Malezja   | Malezja   | 0                  | 0   | –  | –  | AFC | 4        | 1 | 4  | 1   |    |
| Kolumbia          | Kolumbia  | Kolumbia  | 34                 | 5   | 7  | 1  | –   | –        | – | 41 | 6   |    |
| Meksyk            | Meksyk    | Meksyk    | 10                 | 1   | 3  | 0  | –   | –        | – | 13 | 1   |    |
| Ogółem            | Ogółem    | Ogółem    | Ogółem             | 132 | 11 | 13 | 1   | CS + AFC | 9 | 1  | 154 | 13 |

- CS – Copa Sudamericana
- AFC – Puchar AFC